# 武心 BUSHIN
『武心 BUSHIN 』（ぶしん）は、2006年14号から2007年12号まで『週刊少年サンデー』で連載されていた柔道を題材とした漫画。作者は万乗大智。全5巻。

## ストーリー
主人公、嵐流星は生まれつき体が弱く、ずっと病院生活を送っていたが、その間父から厳しい柔道の指導を受けていた。流星は当初柔道を嫌がりやめたいと思っていた。しかし父に連れて行かれた最初の柔道大会で見事優勝し、後に病気も完治、柔道をやることに生きがいを感じるようになった。

## 登場人物

### 嵐とその周辺
嵐流星（あらし りゅうせい）
主人公。当初は柔道を嫌がるも一度柔道大会で優勝してから柔の道を生きるようになる。かなりのお人よしだが、柔道の腕ではかなりのもので、警護柔術もつかえる。基本的に人のいうことを信じやすい性格である。また、愛読書である『柔の極意』という本に書いてあるとおりに生きたいと思っている。人助けは日常茶飯事で、そのために死ねるなら別にいいと思っている。先の列車事件で、父を亡くした後、柴尾の父の指導の下、再びローゼンバッハで修行中。
柴尾真弓（しばお まゆみ）
ひょんなことから流星と知り合う。柴尾の娘で、こちらも柔道に長けており、大会では武心館相手に2連勝し、先鋒奥山、次捧天野太陽を破る。母は軍用犬にまつわる仕事をしていて柴尾や流星の父とともに命がけで王を守った。流星と共に、ローゼンバッハに赴いている。
嵐武則（あらし たけのり）
流星の父。武心館の主で警護柔術を現代に広めようとしていた。ローゼンバッハ公国でイングラムをかばい死亡。
柴尾（しばお）
真弓の父。町田道場の主。流星に柔の極意という本を授けた。過去に流星の父とともにローゼンバッハ公国で警備の仕事をしていたことがあり、体中にある傷はその時のもの。

### 町田道場
小金丸雄介（こがねまる ゆうすけ）
町田道場の大将。数少ない町田の生徒の一人。かなりできるようで、武心館の生徒3人を同時に倒した。しかし怪我のため大会の出られなかった。流星とは大会で戦って以来、ずっと恨んでいたが徐々に和解する。柴尾との仲は微妙。
嘉納清志郎（かのう きよしろう）
町田道場の副将。まじめに柔道に取り組んでいる。過去にイジメられていた頃、強くなりたいと決心し町田道場に入門する。大会では激戦の末、中堅の大上勉を倒す。以降も町田のレギュラーとして活躍している。兄がいる。
金子（かねこ）
町田の次捧。入門してから日は浅い。真弓目当てで入門したらしいが、戦ううちに本気で柔道に打ち解けていく。眼鏡をかけている。
十紋次（じゅうもんじ）
町田の中堅でレア部員。一度も練習に出たことがない。本人いわく親に無理やり入部させられたらしい。大会以降は金子と同じく本気で柔道をやり始める。ゲーム好きらしい。

### 武心館
五条橋四郎（ごじょうばし しろう）
武心館大将兼主将。相当な実力の持ち主で警護柔術も使える。流星との死闘以外一度も畳に手がついたことがないという。入門の真の目的は嵐から警護柔術を習い父に復讐するため。冷静沈着で熱くなることはほとんどない。兄に殺し屋を仕向けられたことがある。現在は日本におらず、海外で忙しい生活を送っている。
葵一希（あおい かずき）
武心館副将でナンバー2的存在。五条橋をよく補佐する理解者。警護柔術も使える。五条橋と同じく冷静沈着で頭脳明晰。寝技が嫌い。
大上勉（おおがみ つとむ）
武心館の中堅。大柄で体格がよく、その巨体を生かして戦う。大会で嘉納に敗北。短気な性格。
天野太陽（あまの たいよう）
武心館次捧。寝技の天野と言われるほど寝技が得意。大上いわく寝技だけなら副将になってもおかしくないらしい。自信家だが大会では真弓にやぶれる。

### ローゼンバッハ公国
イングラム
ローゼンバッハ公国王女。父が暗殺者の凶弾に倒れて以来、一人でこの国を支えている。軍用列車で会議に向かう途中、暗殺者ふくろうに襲われた。今は再びローゼンバッハを訪れた流星、柴尾親子と共に過ごしている。戴冠祝賀会の途中で、再びふくろうに狙われる。
グーテンベルク
ビィルヘルム城家令。前回の戦闘で負傷した模様。
ハリー
軍用犬。爆弾魔から流星と真弓をかばい死亡。
クリューガー
現在の警備主任。
ガント
クリューガーの部下。軍用列車ではイングラムと同じ車両の警備担当。戴冠祝賀会の時ふくろうに殺される。

### その他
ふくろう
プリンセスイングラムを狙う暗殺者。伝説の殺し屋でもあるナイフ使い。流星の父にナイフを投げ返され利き腕を負傷し逃亡した。流星の父を殺した張本人でもあり、再びプリンセス暗殺のために、会場に現れ、流星と交戦。殺したと思っていた流星が実は護方刀の鞘で助かっていたことに気づかず、護法刀によりナイフを折られ、突きにより倒された。

## 用語解説
武心館
去年全国大会で優勝した日本屈史の名門。流星の父が道場主を務める。現在は流星の父が死んで閉鎖されている模様。
町田道場
武心館のライバル道場。今では栄えている。道場主は柴尾の父。今は流星の父の後輩の警官がボランティアで指導している。
警護柔術
実戦用の柔道。当身や肘打ちなどを駆使するため格闘技に近い。今は使用が制限されている。柴尾、流星の父は共にこの柔術のプロ。
ローゼンバッハ公国
ヨーロッパの小国。国連加盟国でもある。王政を保っている珍しい国。代々国王は暗殺の危機にあるというが、それは世界的なネットワーク犯罪シンジゲート、カリ・ユカを敵に回したためといわれている。

## 単行本
1. 2006年7月18日発売 ISBN 4091205593
2. 2006年10月18日発売 ISBN 4091206492
3. 2006年12月16日発売 ISBN 4091207073
4. 2007年2月16日発売 ISBN 4091210082
5. 2007年4月18日発売 ISBN 4091210503